# Metil-vinil etere
Il metil-vinil etere, o 1-metossietilene, è un etere avente formula di struttura CH3OCHCH2.
È il composto più semplice contenente sia un gruppo alchenilico che un gruppo alchilico con un legame etereo. Può essere preparato per reazione tra acetilene e metanolo in presenza di una base.
La porzione alchenilica della molecola è molto reattiva: è incline a polimerizzare, portando alla formazione del poli(vinil metil etere) (PMVE, CAS: 9003-09-2). Questa reattività è analoga al modo in cui polimerizzano il vinilacetato ed il cloruro di vinile per formare polivinil acetato e cloruro di polivinile, rispettivamente. L'alchene può inoltre reagire in reazioni di cicloaddizione  [4 + 2]. Ad esempio, la reazione con l'acroleina è il primo passo nella sintesi commerciale della glutaraldeide.
Il composto è utile come sintone per eseguire una acilazione nucleofila, mediante deprotonazione del carbonio sp2 adiacente all'ossigeno. In particolare, questo approccio consente la sintesi di una varietà di acil derivati di silicio, germanio e stagno che non possono essere fatti facilmente attraverso altre vie.